# Aggettivi latini della II classe
Gli aggettivi latini che appartengono alla seconda classe si declinano seguendo la terza declinazione e, più in particolare, secondo il terzo gruppo (fatta salva la presenza di maschili e femminili), in quanto hanno:
- genitivo plurale in -ium;
- ablativo singolare in -i;
- nominativo, accusativo, vocativo neutro plurale in -ia.

## Gli aggettivi a tre terminazioni
Gli aggettivi a tre terminazioni della II classe, con terminazione al nominativo -er, -is, -e, sono in tutto tredici, di cui sei terminano in -ster, -stris, -stre. Essi sono:
- acer, acris, acre, "aspro"
- alacer, alacris, alacre, "alacre"
- celeber, celebris, celebre, "celebre"
- celer, celeris, celere, "celere"
- puter, putris, putre, "putrido"
- saluber, salubris, salubre, "salubre"
- volucer, volucris, volucre, "alato"
- campester, campestris, campestre, "campestre"
- equester, equestris, equestre, "equestre"
- paluster, palustris, palustre, "palustre"
- pedester, pedestris, pedestre, "pedestre"
- silvester, silvestris, silvestre, "silvestre"
- terrester, terrestris, terrestre, "terrestre"

A questi devono essere aggiunti i composti degli stessi (per esempio insaluber, -bris, -bre).
Fanno parte degli aggettivi della seconda classe a tre terminazioni anche i nomi degli ultimi quattro mesi dell'anno (in latino i nomi dei mesi erano in realtà degli aggettivi):
- September, Septembris, Septembre, "settembre"
- October, Octobris, Octobre, "ottobre"
- November, Novembris, Novembre, "novembre"
- December, Decembris, Decembre, "dicembre"

| Casi       | Maschile singolare | Femminile singolare | Neutro singolare |
| ---------- | ------------------ | ------------------- | ---------------- |
| Nominativo | acer               | acris               | acre             |
| Genitivo   | acris              | acris               | acris            |
| Dativo     | acri               | acri                | acri             |
| Accusativo | acrem              | acrem               | acre             |
| Vocativo   | acer               | acris               | acre             |
| Ablativo   | acri               | acri                | acri             |
| Casi       | Maschile plurale   | Femminile plurale   | Neutro plurale   |
| Nominativo | acres              | acres               | acrĭa            |
| Genitivo   | acrĭum             | acrĭum              | acrĭum           |
| Dativo     | acrĭbus            | acrĭbus             | acrĭbus          |
| Accusativo | acres              | acres               | acrĭa            |
| Vocativo   | acres              | acres               | acrĭa            |
| Ablativo   | acrĭbus            | acrĭbus             | acrĭbus          |

## Gli aggettivi a due terminazioni
Gli aggettivi a due terminazioni hanno una desinenza per il maschile/femminile e una per il neutro.
| Caso       | Maschile/Femminile singolare | Neutro singolare |
| ---------- | ---------------------------- | ---------------- |
| Nominativo | brevis                       | breve            |
| Genitivo   | brevis                       | brevis           |
| Dativo     | brevi                        | brevi            |
| Accusativo | brevem                       | breve            |
| Vocativo   | brevis                       | breve            |
| Ablativo   | brevi                        | brevi            |
| Caso       | Maschile/Femminile plurale   | Neutro plurale   |
| Nominativo | breves                       | brevĭa           |
| Genitivo   | brevĭum                      | brevĭum          |
| Dativo     | brevĭbus                     | brevĭbus         |
| Accusativo | breves                       | brevĭa           |
| Vocativo   | breves                       | brevĭa           |
| Ablativo   | brevĭbus                     | brevĭbus         |

Fanno parte degli aggettivi della seconda classe a due terminazioni anche i seguenti nomi di mesi:
- Aprilis, Aprile, "aprile"
- Quintilis, Quintile, "luglio"
- Sextilis, Sextile, "agosto"

## Aggettivi a una terminazione
Alcuni aggettivi hanno una sola terminazione al nominativo. Vengono identificati tramite il genitivo. Uno di questi può essere audax, audacis, "audace".
| Caso       | Maschile/Femminile singolare | Neutro singolare |
| ---------- | ---------------------------- | ---------------- |
| Nominativo | audax                        | audax            |
| Genitivo   | audacis                      | audacis          |
| Dativo     | audaci                       | audaci           |
| Accusativo | audacem                      | audax            |
| Vocativo   | audax                        | audax            |
| Ablativo   | audaci                       | audaci           |
| Caso       | Maschile/Femminile plurale   | Neutro plurale   |
| Nominativo | audaces                      | audacĭa          |
| Genitivo   | audacĭum                     | audacĭum         |
| Dativo     | audacĭbus                    | audacĭbus        |
| Accusativo | audaces                      | audacĭa          |
| Vocativo   | audaces                      | audacĭa          |
| Ablativo   | audacĭbus                    | audacĭbus        |